# Рехагель, Отто
Отто Реха́гель (нем. Otto Rehhagel; 9 августа 1938, Эссен, Германия) — немецкий футболист и тренер.

## Биография

### Игровая карьера
В 10-летнем возрасте Отто начал заниматься футболом в любительском клубе «Хелене Алтенэссен», совмещая это с работой маляра. До 22-х лет он выступал на любительском уровне, а в 1960 году перешёл в клуб Региональной лиги (второго дивизиона чемпионата Германии) «Рот-Вайсс», за который играл на протяжении трёх сезонов. В 1963 году защитник был приглашён в клуб только созданной Бундеслиги «Герту». После вылета «бело-голубых» из элитного дивизиона Рехагель оказался в «Кайзерслаутерне». В этом клубе он выступал на протяжении семи сезонов, после чего принял решение завершить карьеру игрока.

### Тренерская карьера
Сразу после завершения карьеры игрока Рехагель перешёл на тренерскую работу. На протяжении первых лет тренерской работы Рехагель без особого успеха тренировал различные немецкие команды, в числе которых были «Вердер» и дортмундская «Боруссия», нигде не задерживаясь более чем на два сезона.
В 1979 году он возглавил «Фортуну» из Дюссельдорфа, с которой через год сумел выиграть Кубок ФРГ, переиграв в финале со счётом 2:1 «Кёльн». Для команды этот трофей стал лишь третьим в её истории, а для молодого тренера — первым. После этого успеха на него обратили внимание более статусные клубы.
В результате в 1981 году Рехагель во второй раз за карьеру возглавил «Вердер» (который сезоном ранее вернулся в Бундеслигу), оставаясь во главе клуба 14 лет. Примечательно, что изначально руководство бременцев рассматривало Отто как временного тренера, который должен был подменить попавшего в автокатастрофу Куно Клётцера, однако положительные результаты команды привели к тому, что работу с ней продолжил именно Рехагель. Постепенно ему удалось превратить «Вердер» в одного из лидеров немецкого футбола: за 14 лет команда лишь 5 раз выпадала из числа призёров чемпионата Германии, дважды становясь чемпионом (в 1988 и в 1993 годах) и дважды выигрывая Кубок Германии. В 1992 году «зелёно-белые» выиграли единственный в своей истории еврокубок, став обладателями Кубка обладателей кубков в 1992 году. В финальном матче был обыгран «Монако», тренером которого был Арсен Венгер. За достигнутые успехи бременские болельщики дали Рехагелю прозвище «Король Отто».
Летом 1995 года Рехагель принял предложение руководства мюнхенской «Баварии» возглавить клуб. Под его руководством мюнхенцы стартовали с семи побед подряд, установив новый рекорд Бундеслиги, однако затем последовал спад, и как следствие — конфликт с рядом футболистов (в том числе с лидером команды Мехметом Шоллем). Несмотря на это, команда сумела стать вице-чемпионом Германии и дойти до финала Кубка УЕФА. Незадолго до финального матча с «Бордо» Рехагель был уволен и формально мюнхенцы завоевали этот трофей под руководством Франца Беккенбауэра.
После увольнения Рехагель возглавил клуб Второй Бундеслиги «Кайзерслаутерн», за который выступал будучи игроком. Тренеру в первый же сезон удалось вернуть клуб в элиту немецкого футбола. В первом матче после возвращения в Бундеслигу «черти» со счётом 1:0 переиграли «Баварию». По результатам сезона подопечные Рехагеля сумели преподнести большую сенсацию, выиграв чемпионский титул (лишь на два очка опередив мюнхенцев). Это оказался единственный случай, когда выходец из второго дивизиона сразу же сумел стать чемпионом. Следующие два сезона «Кайзерслаутерн» также заканчивал на достаточно высоком для себя 5-м месте.
Венцом тренерской карьеры Рехагеля стала его работа со сборной Греции, которую он возглавил в 2001 году. На тот момент «эллины» лишь дважды принимали участие в международных турнирах, но перед немецким специалистом была поставлена задача вывести команду на Евро 2004. Начав отборочный турнир с двух поражений от команд Испании и Украины, греки затем выиграли оставшиеся шесть матчей и квалифицировались в финальную часть турнира, став победителем отборочной группы. Будучи явными аутсайдерами, греки в первом же матче одержали сенсационную победу над главными фаворитами и хозяевами чемпионата сборной Португалии. Ничья с испанцами в следующем туре позволила грекам выйти в плей-офф турнира. В решающих матчах подопечные Рехагеля продолжили совершать сенсации: в четвертьфинале они с минимальным счётом одолели действующих чемпионов Европы сборную Франции, а в полуфинале — сборную Чехии. В финальном матче греки вновь встречались с португальцами и благодаря единственному голу Ангелоса Харистеаса стали чемпионами Европы.
После этого триумфа Рехагель возглавлял греческую сборную ещё на протяжении шести лет, однако новых успехов ему достигнуть не удалось: на чемпионат мира в Германии греки квалифицироваться не сумели, а на Евро 2008 и чемпионате мира 2010 «эллины» покидали турнир уже после группового этапа. В результате после африканского «мундиаля» Рехагель оставил пост.
После небольшого перерыва он вернулся в Бундеслигу и возглавил берлинскую «Герту». Под его руководством команда заняла 16-е место и избежала прямого вылета. Однако в стыковых матчах она по сумме двух матчей уступила «Фортуне», в которой Рехагель добился первого тренерского успеха. Покинув «Герту», Рехагель принял решение завершить тренерскую карьеру.

## Достижения в качестве тренера

### Командные
Фортуна (Дюссельдороф)
- Обладатель Кубка ФРГ: 1979/80

Вердер
- Чемпион Германии: 1987/88, 1992/93
- Победитель Кубка кубков: 1991/92
- Обладатель Кубка Германии: 1990/91, 1993/94

Кайзерслаутерн
- Чемпион Германии: 1997/98
- Победитель Второй Бундеслиги: 1996/97

Сборная Греции
- Чемпион Европы 2004

### Личные
- Лучший национальный тренер мира по версии IFFHS: 2004
- Орден Феникса (Греция): 2005
- В списке лучших тренеров в истории футбола:
  - 36 место по версии World Soccer: 2013[3][4]
  - 46 место по версии France Football: 2019[5][6]